# Lernaeenicus radiatus
Lernaeenicus radiatus är en kräftdjursart som först beskrevs av Charles Alexandre Lesueur 1824.  Lernaeenicus radiatus ingår i släktet Lernaeenicus och familjen Pennellidae. Inga underarter finns listade i Catalogue of Life.

## Bildgalleri

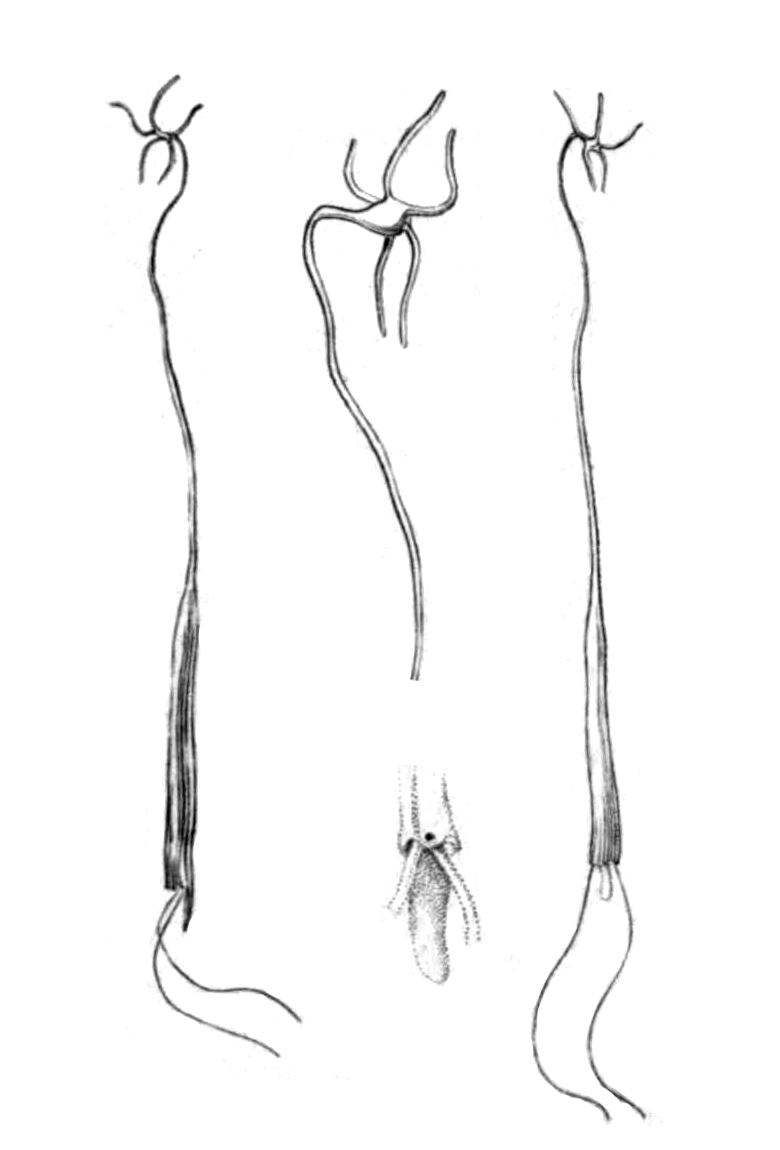